# Philonotis aristifolia
Philonotis aristifolia är en bladmossart som beskrevs av Edwin Bunting Bartram 1943. Philonotis aristifolia ingår i släktet källmossor, och familjen Bartramiaceae. Inga underarter finns listade i Catalogue of Life.